# Sobral da Serra
Sobral da Serra es una freguesia portuguesa del concelho de Guarda, con 10,85 km² de superficie y 228 habitantes (2001). Su densidad de población es de 21,0 hab/km².